# Ticu
Ticu (węg. Forgacskut) – wieś w Rumunii, w okręgu Kluż, w gminie Aghireșu. W 2011 roku liczyła 62 mieszkańców.